# Shigandang

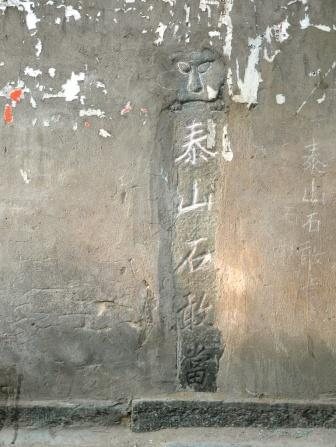
Shigandang na murze jednego z pekińskich hutongów

Shigandang (chiń. upr. 石敢当; chiń. trad. 石敢當; pinyin shígǎndāng) lub ishigantō ishigantō (jap. 石敢當) – w kultach dalekowschodnich kamienna stela z wyrytymi inskrypcjami magicznymi, mająca chronić przed działaniem złych mocy. Umieszcza się je przede wszystkim na ścianach budynków, rzadziej na skrzyżowaniach dróg.
Spotyka się je w Chinach, Singapurze, na Tajwanie oraz w Japonii (zwłaszcza na Okinawie).